# Cantó de Tilly-sur-Seulles
El cantó de Tilly-sur-Seulles és un cantó francès del departament de Calvados, situat al districte de Caen. Té 22 municipis i el cap es Tilly-sur-Seulles.

## Municipis
- Audrieu
- Bretteville-l'Orgueilleuse
- Brouay
- Carcagny
- Cheux
- Cristot
- Ducy-Sainte-Marguerite
- Fontenay-le-Pesnel
- Grainville-sur-Odon
- Juvigny-sur-Seulles
- Loucelles
- Le Mesnil-Patry
- Mondrainville
- Mouen
- Putot-en-Bessin
- Rots
- Sainte-Croix-Grand-Tonne
- Saint-Manvieu-Norrey
- Saint-Vaast-sur-Seulles
- Tessel
- Tilly-sur-Seulles
- Vendes

## Història
| Data d'elecció                           | Identitat            | Partit           | Qualitat |
| ---------------------------------------- | -------------------- | ---------------- | -------- |
| 1945-1951                                | Philippe Livry-Level | RPF, després CNI |          |
| 1951-1958                                | M. Macaire           | RPF, després RS  |          |
| 1958-1976                                | Raymond Triboulet    | UDR              |          |
| 1976-2001                                | Guy Imhof            | UDF              |          |
| 2001-                                    | Olivier Quesnot      | PRG, després PS  |          |
| les dades anteriors no són pas conegudes |                      |                  |          |
|                                          |                      |                  |          |

## Demografia
| A partir de 1990: Població sense dobles comptes |